# Antonio Menéndez
Menéndez  González est un nom espagnol. Le premier nom de famille, en général paternel, est Menéndez ; le second, en général maternel, souvent omis, est González.
Antonio Menéndez González, né le 18 août 1946 à Cangas del Narcea dans les Asturies, est un ancien coureur cycliste professionnel espagnol.

## Palmarès
- 1970
  - 3e étape de la Semaine catalane
  - 3e du Gran Premio Nuestra Señora de Oro
  - 3e du Tour des Asturies
- 1971
  - Trophée Iberduero
  - 2e du Tour de Minorque
- 1972
  - 2eb étape du Tour de La Rioja
  - 3e du Tour de Minorque
- 1973
  - 4ea étape du Tour de Catalogne
  - 3e étape du Tour de Cantabrie
  - 2e du GP Vizcaya
- 1974
  - GP Llodio
  - GP Vizcaya
  - 3ea étape du Tour des Asturies
  - 3e du championnat d'Espagne sur route
  - 3e de la Prueba Villafranca de Ordizia
- 1975
  - 3e étape du Tour de Corse
  - 11ea étape du Tour d'Espagne
  - 2e du GP Llodio
  - 10e du Tour de Catalogne
- 1976
  - 11e étape du Tour d'Italie
- 1977
  - 2e du Trofeo Elola
  - 3e du GP Pascuas
  - 7e du Tour du Pays basque
- 1978
  - 2e étape du Tour des vallées minières
  - 2e de la Prueba Villafranca de Ordizia
  - 2e de la Clásica de Sabiñánigo
  - 3e du championnat d'Espagne sur route

## Résultats sur les grands tours

### Tour de France
- 1973 : 40e
- 1974 : 54e
- 1975 : abandon (21e étape)
- 1976 : 27e
- 1977 : 45e
- 1978 : 18e

### Tour d'Espagne
- 1971 : 14e
- 1972 : 25e
- 1974 : 14e
- 1975 : 25e, vainqueur de la 11ea étape
- 1979 : 40e

### Tour d'Italie
2 participations
- 1976 : abandon vainqueur de la 11e étape
- 1978 : 87e